# 東部低地大猩猩
東部低地大猩猩（Gorilla beringei graueri）是東部大猩猩的亞種，只生活在剛果民主共和國東部的卡胡兹－别加国家公园和周边地区。
東部低地大猩猩較西部低地大猩猩粗壯，有較長的牙齒、強壯的顎骨及較闊的身軀。雄性有黑色的毛皮，當成熟時背部會轉為銀色。

## 棲息地及食性
東部低地大猩猩主要是草食性的，以樹葉為食物。牠們在同一顆植物上只會吃少量的樹葉，讓它能重新生長。牠們亦會吃生果、種子、竹枝及昆蟲。

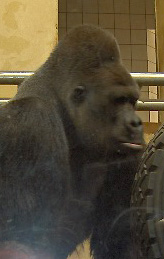
東部低地大猩猩。

## 體型
東部低地大猩猩是現存最大的靈長目動物。最大野生的雄性可以重超過225公斤及高1.83米，而飼養的則可以更大。

## 行為
東部低地大猩猩是群居及和平的，一般以5-30頭大猩猩為一族群。一群中包含一頭雄性領袖及幾頭雌性。雄性領袖強壯，是群族中的領袖。牠會帶領族群尋找食物，並在危險時保護牠們。雄性達至成熟後會逐漸離開族群，與其他雄性一同生活幾年，直至能吸引雌性組成新的族群。

## 生殖
雌性每胎只每誕下一胎或雙生兒，妊娠期為8.5個月。牠會乳養猩猩嬰兒約12個月。嬰兒在9週後可以爬行，35週後則可以行走。猩猩嬰兒會伴在母親身邊3－4年，約要11-12歲才會性成熟。

## 外部連結
- ARKive - images and movies of the eastern gorilla (Gorilla beringei)
- Eastern Lowland Gorilla Numbers Plunge to 5,000, Study Says （页面存档备份，存于） National Geographic News, March 2004.